# ネッツトヨタ愛媛
ネッツトヨタ愛媛（ネッツトヨタえひめ）は、愛媛県松山市に本社を置く、トヨタ自動車（ネッツ店、旧トヨタオート）を中核に3メーカー4ブランドを取り扱うディーラーである。

## 概要

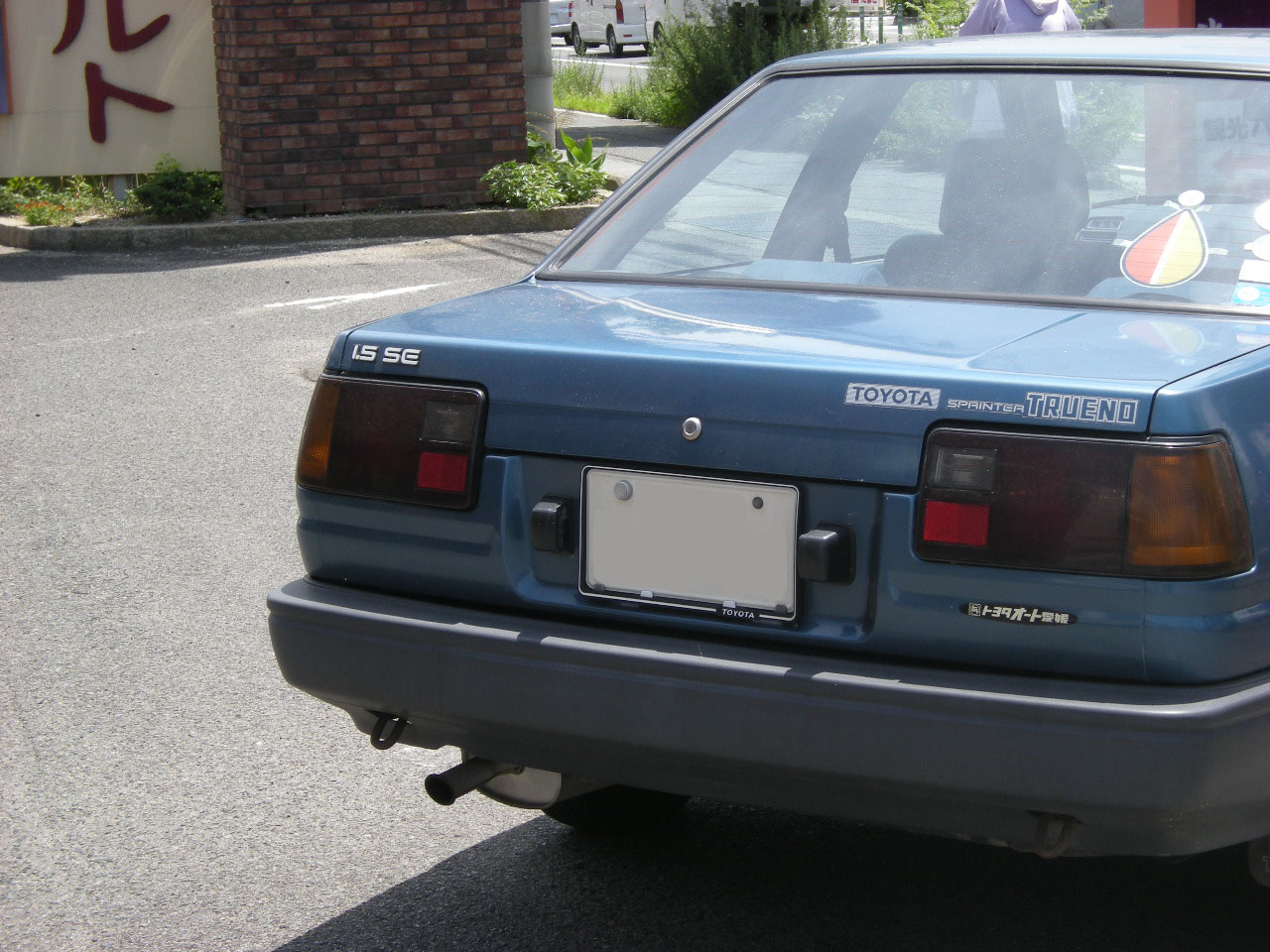
旧トヨタオート愛媛時代のディーラーステッカーを貼り付けたAE85トレノ。

愛媛県を販売エリアとするネッツ店である。一六本舗・一六・セブンスターで構成されるITMグループの一員である。
トヨタ車（ネッツ、レクサス）だけでなく、フォルクスワーゲンやアウディの販売も行っており、後2者は販売店を松山市・J.Spot松山インターに併設している。
なおワーゲン・アウディ店は、100%出資の子会社「エヌ・ティ・愛媛」に分離して運営している。

## 店舗
- 中予地方（すべて松山市）
  - だんだんPARK(GR Garage 松山) - 旧空港通り沿いに所在する、旧本社(J.Spot空港通)の建て替えにより2023年1月に営業開始した旗艦店。「人と車が集まる交流の場」をコンセプトとし、店舗のほか、地域に開放されたドッグランスペース・コワーキングスペース・イベントホール・カフェが設置されている。キッズスペースはボーネルンドの監修によるもの。
｢だんだん｣とは、建物が｢段々｣になっていることと感謝の意味の方言｢だんだん｣をかけ合わせたものである。
    - 本社 - だんだんPARK向かい側に新設された。本部機能のみで、店舗機能はない。
    - INNOVATION LABO(旧：DUO松山(VW)→GARAG AREA86→(旧)GR Garage 松山) - 2017年9月にGRに改称。四国にあるAREA86としては唯一、単独の建物を持っていた。

  - J.Spot問屋町（環状線沿い） - かつてはAudiが併設されていたが、移転解体され中古車コーナーになっている。
  - 国道11号沿い
    - J.Spot来住
    - Uステージみどろ店

  - 国道33号沿い（松山IC近辺） - この界隈（椿神社 - 松山自動車道高架間）で本社が扱うすべてのラインナップが揃うことになる。
    - Auto Mall 松山インター
      - J.Spot松山インター
      - VolksWagen松山インター（フォルクスワーゲン販売店）
      - Audi松山インター（アウディ販売店）

    - レクサス松山インター
- 東予地方
  - J.Spot三島 - 愛媛県四国中央市
  - J.Spot新居浜 - 愛媛県新居浜市
    - VolksWagen新居浜インター(上記旧店舗を改築)

  - J.Spot小松 - 愛媛県西条市
  - J.Spot今治 - 愛媛県今治市
- 南予地方
  - J.Spot大洲 - 愛媛県大洲市
  - J.Spot宇和島 - 愛媛県宇和島市
  - J.Spot八幡浜 - 愛媛県八幡浜市

## 愛媛県内のその他のトヨタ車販売店
- ネッツトヨタ瀬戸内（ネッツ店（旧ビスタ））
- レクサス松山城北[2]（レクサス店。ネッツトヨタ瀬戸内より独立）
- 愛媛トヨペット（トヨペット店、西山グループ）
- 愛媛トヨタ自動車（トヨタ店、西山グループ）
- トヨタカローラ愛媛（トヨタカローラ店）